# Ilek (rivière)
Pour la ville, voir Ilek (ville).
La rivière Ilek (en russe : Илек) est un cours d'eau de Russie et du Kazakhstan, et un affluent de l'Oural. Elle est longue de 623 km et draine un bassin de 41 300 km2. Son débit moyen, à 112 km de l'embouchure, dans le village de Tchilik, est de 39,8 m3/s.
L'Ilek naît de la confluence des rivières Karagandy et Jaryk, sur le versant occidental des monts Mougodjar, prolongement méridional de l'Oural dans l'oblys d'Aktioubé, au Kazakhstan. Elle s'écoule vers le nord-ouest jusqu'à la frontière russe en obliquant progressivement vers l'ouest et reçoit les eaux de la Bol'chaïa Tchobda, son principal affluent. Elle forme la frontière entre la Russie et le Kazakhstan jusqu'à sa confluence avec le fleuve Oural, entre les villes d'Orenbourg (Russie) et Oural (Kazakhstan).
L'Ilek est gelée de la fin novembre à la fin avril. Au cours de l'été, son niveau baisse fortement.
Villes arrosées par l'Ilek :
- au Kazakhstan : Aktioubé et Alga
- en Russie : Akboulak et Sol-Iletsk

Les eaux de l'Ilek contiennent du bore et du chrome, qui proviennent d'anciennes usines chimiques.